# Дорофей (Замятин)
Дорофе́й (после принятия схимы Дими́трий, в миру Дми́трий Ани́симович Замя́тин; 1678, село Савватьма — 4 октября 1747, Саровская пустынь) — настоятель Саровского монастыря в 1731—1747 гг.

## Биография
Родился в 1678 году в селе Савватьма (ныне Ермишинский район Рязанской области) в семье крепостного крестьянина. Пришёл в Саровскую пустынь и был пострижен в 1708 году. 19 декабря 1710 года посвящён в иеродиакона, 23 декабря того же года — в иеромонаха в Москве. В 1714 году, во время нападения на пустынь грабителей в отсутствие первого настоятеля Саровской пустыни и своего учителя Исаакия, был в монастыре старшим и подвергся наибольшим пыткам на костре. В 1730 году назначен казначеем вместо отстранённого Иосии. В октябре 1731 года с подачи физически ослабленного Исаакия выбран настоятелем; утверждён в этой должности в 1733 году.
При Дорофее было закончено строительство первого Саровского каменного храма, начатое в 1730 году. Храм был освящён 25 августа 1744 года во имя Успения Пресвятой Богородицы. При Дорофее же была построена первая каменная колокольня и первое каменное нецерковное здание больницы в 1745 году.
В 1745 году Дорофей принял схиму с прежним именем Димитрий. Умер 4 октября 1747 года, похоронен на месте пыток разбойниками в 1714 году.